# حملة غواصات البحر الأبيض المتوسط في الحرب العالمية الثانية
قالب:Campaignbox Mediterranean Campaign
استمرت حملة غواصات البحر الأبيض المتوسط من حوالي 21 سبتمبر 1941 إلى 19 سبتمبر 1944 أثناء الحرب العالمية الثانية. كانت مالطا قاعدة بريطانية نشطة ذات موقع استراتيجي بالقرب من طرق الإمداد من أوروبا إلى شمال إفريقيا. عانت قوافل إمداد دول المحور التي ابحرت عبر البحر الأبيض المتوسط من خسائر فادحة، والتي بدورها هددت القدرة القتالية لجيوش المحور في شمال إفريقيا. كان الحلفاء قادرين على الاحتفاظ بجيوشهم في شمال إفريقيا. حاولت كريغسمارينه عزل مالطا، لكنها ركزت فيما بعد عمليات يو بوت على تعطيل عمليات إنزال الحلفاء في جنوب أوروبا.  
عبرت حوالي 60 غواصة ألمانية في البحر الأبيض المتوسط منذ عام 1941. ولم تكمل سوى رحلة واحدة في كلا الاتجاهين. كان كارل دونيتز، القائد الأعلى لغواصات يو، بيفهلشابر دير أونترسيبوتي (BdU) مترددًا دائمًا في إرسال غواصاته إلى ميتيلمير Mittelmeer ولكنه أدرك أن الاختناقات الطبيعية مثل مضيق جبل طارق هي أفضل مكان للعثور عى سفن الشحن بدلا من البحث عنها في المحيط الأطلسي الشاسع.
تم إرسال غواصات يو لمساعدة الإيطاليين، على الرغم من أن العديد منها تعرضت لهجمات في مضيق جبل طارق، بينما غرقت تسعة منها أثناء محاولتهم المرور وتم إتلاف عشرة آخرين. البحر الأبيض المتوسط عبارة عن بحر هادئ المياه مما جعل الهروب أكثر صعوبة بالنسبة لغواصات يو. فشل المحور في هدفه.

## السنوات الأولى
بحلول تشرين الأول / أكتوبر عام 1939 ، قرر دونيتز استخدام ثلاثة غواصات بعيدة المدى لاعتراض أول قوافل الحلفاء في الحرب. كان من المقرر ان تجتمع غواصات يو-25 ويو-26 ويو-53 جنوب غرب أيرلندا قبل مهاجمة القوافل في البحر الأبيض المتوسط. سارت الأمور بشكل خاطئ، يو-25 تم تحويلها لمهاجمة قافلة في الجنوب الغربي من لشبونة. بعد هجوم طوربيد فاشل في 31 تشرين الأول/أكتوبر، أمر قائد الغواصة فيكتور شوتز بصعود الغواصة إلى سطح الماء وبدأ برمي الهدف بوابل من النار بواسطة مدفع سطح. هذا الإجراء تسبب في صدع في جزء حيوي من الغواصة، وألزم الغواصة بالعودة إلى ألمانيا. أقترب نفاذ وقود الغواصة يو-53 تظليل قافلة لها في خليج بسكاي و اضطرت أيضا إلى العودة. أما الغواصة يو-26 اضطرت إلى التخلي عن محاولة وضع الألغام بالقرب من ميناء جبل طارق من خلال مزيج من عدة عوامل: حالة الطقس غير المناسبة والدوريات الريطانية المضادة للغواصات.

عادت الغواصة يو-26 عبر المضيق، ووصلت إلى فيلهيلهافن في 5 ديسمبر 1939 ؛ كانت الغواصة الوحيدة التي تتدخل إلى البحر الأبيض المتوسط وتخرج منه خلال الحرب. تم تلخيص هذه المهمة في BdU Kriegstagebuch (KTB) War Diary، 
 كان من الخطأ إرسال غواصات يو-25 ويو-26 ويو-53 إلى البحر الأبيض المتوسط. كان على يو-25 أن تعود قبل أن تصل إلى هناك، ولم تعبر يو-53 ولم تصادف يو-26 أي سفن شحن جدير بالذكر. 

## أفريكا كوربس
أسطول غواصات يو الثالث والعشرون التي تم إنشاؤها في سبتمبر 1941 لاعتراض الملاحة الساحلية التي تمد قوات الحلفاء في أثناء حصار طبرق. قامت الغواصات بدوريات في شرق البحر المتوسط من قاعدة الأسطول 23 في جزيرة سلاميس في اليونان. تم إنشاء قواعد إضافية في بولا في كرواتيا ولا سبيتسيا في شمال إيطاليا حيث تم طلب المزيد من القوارب يو إلى البحر الأبيض المتوسط، حتى تحول التركيز إلى غرب المحيط الأطلسي خلال فترة الوقت السعيد الثاني.
- مرت الغواصة يو-371 منجبل طارق في 21 سبتمبر 1941.[9]
- مرت يو-559 من جبل طارق في 26 سبتمبر 1941، وأغرقت HMAS  Parramatta في 27 نوفمبر، 3059 طن من القافلة Shuntien TA 5 في 23 ديسمبر، و2447 طن من من القافلة Warszawa AT 6 في 26 ديسمبر.[10]
- مرت الغواصة يو-97 من جبل طارق في 27 سبتمبر 1941.[11]
- مرت الغواصة U-331 من جبل طارق في 30 سبتمبر، ودمرت زورق الإنزال البريطاني في 10 أكتوبر، وأغرقت أتش أم أس Barham في 25 نوفمبر 1941.[12]
- مرت الغواصة U-75 من جبل طارق يوم 3 أكتوبر، اغرقت اثنين من زوارق الإنزال البريطانية يوم 12 أكتوبر.[13]
- مرت الغواصة U-79 من جبل طارق في 5 أكتوبر وأغرقت في 23 ديسمبر 1941 من قبل مدمرات البحرية الملكية.
- مرت الغواصة U-205 من جبل طارق في 11 نوفمبر 1941.
- مرت الغواصة يو-81 من جبل طارق في 12 نوفمبر وأغرقت أتش أم أس Ark Royal في 13 نوفمبر 1941.[14]
- غرقت الغواصة U-433 بالقرب من جبل طارق في 16 نوفمبر 1941 من قبل أتش أم أس Marigold.[8]
- مرت الغواصة U-565 من جبل طارق في 16 نوفمبر 1941.
- مرت الغواصة U-431 من جبل طارق في 24 نوفمبر 1941 وألحقت أضرارًا بـ 3560 طنًا لسفينة ميريل في 13 ديسمبر.[15]
- مرت الغواصة U-557 من جبل طارق في 26 نوفمبر.[16][17]
- مرت الغواصة U-562 من جبل طارق في 27 نوفمبر 1941 وأغرقت 4274 طن في 2 ديسمبر.[18]
- نسفت الغواصة الهولندية أوه 21 غواصة يو-95 أثناء مرورها بجبل طارق في 28 نوفمبر 1941.
- مرت الغواصة U-652 من جبل طارق في 29 نوفمبر 1941.[19]
- مرت الغواصة U-372 من جبل طارق في 8 ديسمبر 1941.
- مرت الغواصة U-375 من جبل طارق في 9 ديسمبر 1941.
- مرتالغواصة U-453 من جبل طارق في 9 ديسمبر 1941 وأغرقت السفينة الإسبانية بادالونا في 13 ديسمبر.[20]
- الغواصة U-374.[21]
- مرتالغواصة U-568 من جبل طارق في 10 ديسمبر 1941 وأغرق أتش أم أس Salvia في 24 ديسمبر [22]
- مرت U-74 من جبل طارق في 15 ديسمبر 1941.
- مرت الغواصة U-77 من جبل طارق في 16 ديسمبر 1941.[23]
- مرتالغواصة U-83 من جبل طارق في 18 ديسمبر 1941.
- مرت الغواصة U-573 من جبل طارق في 18 ديسمبر 1941 وهبطت هيلين 5,289 طن في 21 ديسمبر.[24]
- أغرقت الغواصة U-451 بواسطة فيري سوردفيش من السرب الجوي البحري 812 أثناء مرورها بجبل طارق في 21 ديسمبر 1941.
- مرت الغواصة يو-133 من جبل طارق في 21 ديسمبر 1941.
- مرت الغواصة يو-577 من جبل طارق في 23 ديسمبر 1941 وتم غرقه بالطائرة في 9 يناير 1942.[25]
- مرت الغواصة يو-73 من جبل طارق في 14 يناير.
- مرت الغواصة يو-561 من جبل طارق في 15 يناير 1942

## الوقت السعيد الثاني
أصبحت لا سبيتسيا مقرًا لغواصات يو عندما تمت إعادة تنظيم غواصات يو في البحر الأبيض المتوسط باسم <a href="./%D8%A3%D8%B3%D8%B7%D9%88%D9%84%20%D8%BA%D9%88%D8%A7%D8%B5%D8%A7%D8%AA%20%D9%8A%D9%88%20%D8%A7%D9%84%D8%AA%D8%A7%D8%B3%D8%B9%20%D9%88%D8%A7%D9%84%D8%B9%D8%B4%D8%B1%D9%88%D9%86" rel="mw:WikiLink">أسطول غواصات يو التاسع والعشرون</a> في مايو 1942. لم يتم تخصيص المزيد من غواصات يو لعمل في البحر المتوسط من منتصف يناير إلى أوائل أكتوبر 1942 للسماح بالتركيز على الساحل الشرقي لأمريكا الشمالية عندما كان الفيلق الأفريقي يتقدم بنجاح نحو مصر. ركز الأسطول التاسع والعشرون على قوافل تزود مالطا والقوات البريطانية على الساحل المصري.